# Mercado de Santa Fe
El Mercado de Santa Fe es un edificio de la ciudad española de Huelva cuya construcción se completó en 1905. Edificio proyectado como mercado, ha sido utilizado como Escuela de Artes y Oficios, Escuela de Capataces de Minas, Biblioteca Popular, Museo de Pintura, Acuartelamiento militar del batallón Soria y Comisaría de la Policía Nacional. Está declarado Bien de Interés Cultural, con categoría de Monumento.
Tras su completa rehabilitación, abrió como centro cultural el 28 de mayo de 2024.

## Historia
El mercado de Santa Fe fue proyectado por el arquitecto municipal Manuel Pérez y González en el año 1899. Sin embargo, tras una serie de problemas en la ejecución de la armadura metálica de la cubierta, será el arquitecto Francisco Monís y Morales quien finalice en 1905 la construcción del inmueble, siendo alcalde de la ciudad José Coto Mora. Su uso como mercado fue breve, ya que muy pronto tuvo que ser cerrado por no responder adecuadamente con su función.
En el año 1911 el edificio es adaptado como Escuela de Artes y Oficios por el arquitecto Luis Mosteiro; y con posterioridad fue utilizado como Escuela de Capataces de Minas, Biblioteca Popular y Museo de Pintura conjuntamente. Más tarde, en 1919, se emplea con fines militares.
Finalmente, se destinará como sede de la Comisaría Provincial de la Policía Nacional hasta mayo del año 2005. A pesar de los distintos usos a los que ha sido destinado el Mercado de Santa Fe, éste no presenta grandes transformaciones respecto al proyecto originario de Manuel Pérez y González.
El arquitecto abordó el diseño del mercado onubense como un gran edificio de planta cuadrada, con los cuatro pabellones y patio central cubiertos, creando un solo espacio diáfano sólo interrumpido por las columnas de fundición, de una delgadez que las hacía casi invisibles. Este modelo se extendió por toda la geografía española, sin embargo, el arquitecto municipal onubense quiso dotar de originalidad a su proyecto aplicando el sistema Polonceau. Para ello diseña el edificio conforme al máximo de luz que permitía esta técnica, 25 m, inspirándose en modelos extranjeros como la estación de tren de Perrache, en Lyon, o los mercados de Civitavecchia o St. Germain de París, con 24 m de luz. De esta forma se puede decir que no existe ningún otro mercado de planta cuadrada concéntrica y cubierta que utilice únicamente cerchas de tipo Polonceau.
La transformación realizada en el antiguo solar del Cabezo del Molino de Viento sirve para remarcar la significación urbanística del Mercado de Santa Fe. Esta reforma interior aprovechaba la ocasión para paliar la falta de espacios mediante la construcción de un moderno paseo, esta vez sí, con gran anchura y presencia de arboleda, así como una plaza de abastos más acorde con las modernas pautas de su autor. Dicho espacio público se denominaría Paseo Santa Fe. Entre los últimos años del siglo XIX y los primeros del XX tiene lugar, la adquisición de las distintas propiedades precisas para la ordenación del Paseo de Santa Fe y para la construcción del nuevo mercado de abastos. El arquitecto Manuel Pérez y González sentó las bases de esta transformación urbana, aunque será Francisco Monís y Morales, durante los primeros años del siglo XX, quien se encargue de materializar estos proyectos de urbanización en el que se inserta el Mercado de Santa Fe.
El edificio constituyó un elemento de importancia en la mejora y modernización de la ciudad, basada en una mayor eficiencia e higiene en las actividades comerciales. A partir de la construcción del Mercado de Santa Fe, éste se convierte en referencia inevitable de todos los proyectos que se ocupen de la ordenación de los terrenos circundantes, constituyendo un hito edilicio de primera magnitud en el urbanismo onubense de finales del siglo XIX y principios del siglo XX.

## Descripción
El bien fue construido con los materiales propios de la Revolución Industrial, hierro y ladrillo, siendo rematado por un conjunto de cubiertas concéntricas de gran valor arquitectónico, ejecutadas en metal y cristal. La edificación es exenta, de planta cuadrada perfecta, 43 x 43 m. El inmueble cuenta con una planta, a nivel de rasante del paseo de Santa Fe, más un sótano que, a nivel de la plaza del Dos de Mayo, se transforma en una planta semisótano debido al desnivel existente entre los mencionados paseo y plaza.
La planta sótano, de forma de «U» con frentes a la plaza Dos de Mayo y a las calles Daoiz y Velarde, está realizada mediante una bóveda de cañón de ladrillo macizo de tejar, con unas dimensiones de 26,5x13x7 cm., colocados a testas y formando una doble rosca. De peculiar construcción, sus dimensiones son 3,30 m de radio que parte desde el suelo, siendo ésta su altura máxima. Con un total de 75 m de recorrido y una anchura de 6,80 m. Como peculiaridad, esta estructura diseñada como bodega del antiguo mercado, mantiene condiciones higrométricas constantes en todas las estaciones del año. Por otra parte, la planta baja puede considerarse como la planta por excelencia del edificio y se configura como un único espacio, al margen de las edificaciones posteriores para albergar la Comisaría Provincial de la Policía Nacional. La zona central, de una altura que llega hasta los 15 m, está flanqueada por las 12 columnas de fundición que sostienen la estructura de cubierta del edificio, formalizando un cuadrado de 25 metros de lado. El resto de esta planta, la compone un anillo perimetral cuadrangular, de 8,7 m de ancho por los 43 m del largo de las cuatro fachadas y una altura máxima de 8 m.
El inmueble está conformado por muros de carga perimetrales de ladrillo de dos pies y medio de espesor y un interior pensado para disponer del máximo espacio funcional posible con los mínimos obstáculos. Ello dio como resultado una cubierta metálica que debemos entender como ejemplo paradigmático dentro de la llamada arquitectura del hierro. Ésta descansa sobre los muros de fachada así como en las estilizadas columnas interiores, realizadas en fundición, que inscriben un cuadrado de 25 m de lado en el centro del edificio. Las cuatro fachadas que conforman el cuadro perfecto tienen una altura variable comprendida entre los 6 m de altura media hasta cornisa en Paseo de Santa Fe y que pasan a convertirse en 9,30 m hasta cornisa en la plaza Dos de Mayo, debido al desnivel aprovechado por la planta semisótano. Estos muros de carga perimetrales son de fábrica de ladrillo de dos pies y medio de espesor concibiéndose exteriormente a cara vista con un lenguaje clasicista. Por otra parte, debemos destacar la entidad y morfología de estas cuatro fachadas, en las que se combinan distintos tipos de arco así como una delicada utilización del ladrillo visto para añadir detalles decorativos como arcos rebajados, arcos de medio punto, recercados decorativos de los huecos de luz –compuestos mediante el mismo ladrillo–, ojos de buey con recercado cruciforme, cornisas del mismo ladrillo ejecutadas mediante piezas molduradas, pilastras y alfices que acompañan determinados huecos y, finalmente, cerrajería artística.
La cubierta del Mercado de Santa Fe constituye el otro elemento característico y singular, formalizándose en tres niveles de altura, uno, el perimetral, otro, el central y´el último, el superior. A este respecto, la utilización de cerchas de tipo Polonceau –cinco tipos compuestos por par, biela, nudo y tirante– como sistema de sustentación de todas las cubiertas que se articulan en estos tres niveles, apoyando tanto en el perímetro murado como en un espacio central que viene marcado por la presencia de una serie de arcos y columnas de sustentación, donde se concentra la labor decorativa, dota de un carácter singular al conjunto arquitectónico. El remate del edificio está construido por un lucernario superior de menores proporciones. La crestería existente en la arcada entre columna y columna está compuesta por rejillas de fundición en forma de arco rebajado que ejercen de elementos de distribución de las cargas superiores hacia las columnas. Destacan por su diseño calado inspirado en las rejas de época romana. Por otra parte, la linterna, característica de los mercados del hierro, está compuesta por ventanales agrupados de tres en tres, ideadas para la entrada de luz y de ventilación, se sitúa por encima de la crestería. Su planta es perfectamente cuadrada, con 25 m de luz, y constituye el perímetro sobre el que se asienta el articulado de cuchillos Polonceau que conforman el segundo nivel de cubierta. Su alzado se compone de un triple ventanal acristalado repitiendo el uso de arcos rebajados. La decoración en forma de pilastras, roleos y florones, se ubica en los espacios macizos. Como refuerzo del conjunto, consta de un doble recorrido realizado en hierro laminado, tanto en su parte inferior como superior, mediante vigas en doble «T».
En cuanto a los metales utilizados, hay que diferenciar entre las piezas sometidas a compresión, básicamente las columnas, y las piezas sometidas a tracción que se encuentran en las cerchas. En las columnas se utiliza la fundición mientras que las cerchas se componen de distintas piezas de hierro pudelado. En las columnas de fundición, el hierro venía a aportar la solución al problema constructivo de la cubierta, especialmente en lo que se refiere a la reducción de los necesarios soportes a la mínima expresión, aprovechándose al máximo el espacio.
Estéticamente, su entidad monumental se basa en el carácter exento del inmueble, sus cuatro fachadas de más de cuarenta metros de longitud, realizadas en ladrillo visto con una decoración de corte clasicista, así como su espectacular interior marcado por la presencia de la estructura metálica de la cubierta, cuya geometría y belleza hacen de ella un ejemplar único. La utilización del característico sistema Polonceau, propio de los primeros momentos de esta arquitectura industrial, otorga personalidad propia y valor a la obra de hierro de este antiguo mercado.
En las fachadas del Mercado de Santa Fe encontramos un uso decorativo del ladrillo en diversas facetas, dentro de un lenguaje de corte historicista que buscó inspiración en el mundo clásico. De este modo, podemos ver recercados decorativos en los huecos de luz, compuestos mediante el mismo ladrillo visto. Se acompaña de una línea de imposta corrida que es la forma de remarcar los ventanales que Pérez y González solía utilizar siguiendo pautas de la época. Además, las cornisas se realizan mediante piezas cerámicas con molduras hechas de fábrica de ladrillo. Lo mismo ocurre con las pilastras y alfices que acompañan los huecos, otorgando ritmo y coherencia a toda la composición. En las esquinas, los óculos presentan recercado cruciforme en ladrillo y remate de cerrajería.
Algunos de los detalles de la peculiar estética presentes en la obra de hierro del Mercado de Santa Fe, los encontramos en las doce columnas que delimitan el cuerpo central que constituyen los únicos soportes que interrumpen el espacio diáfano interior de edificio. En ellas, los capiteles aparecen decorados con hojas de acanto en un estilo corinto simplificado que era más recurrente en las columnas de fundición de finales del siglo XIX. De igual forma, las piezas metálicas existentes en las esquinas, se encuentran dentro del repertorio neoclásico e imitan la forma de espejo o bandejas, que son trasunto en hierro de ornamentos en escayola utilizados en interiores de arquitectura convencional coetánea.
Asimismo, se observa en la crestería, formada por piezas caladas que forman una rejilla con motivos cruciformes mediante repetición de elementos geométricos, también de inspiración romana. Ubicados en el cuerpo central y por tanto constituye la parte más vistosa de toda la armadura metálica. Tienen una función tanto decorativa como de sustentación y transmisión de cargas hacia las columnas y repiten la forma de arcos rebajados tan característica de los mercados. Destacan aquí las piezas situadas sobre cada columna, con aspecto de bisagras.
Finalmente, por un lado, en la linterna central se concentran otros tantos detalles decorativos. Su alzado se compone de un triple ventanal acristalado que se repite en el espacio entre columna y columna, de nuevo utilizando arcos rebajados. La decoración se ubica en los pocos espacios macizos, en forma de pequeñas pilastras a modo de parteluz, roleos en las esquinas superiores, así como un esquemático florón en el centro de la parte baja, que se acompaña de adornos triangulares. Al exterior está dotado de persiana y algunos detalles decorativos más. Por otro lado, la armadura metálica de los distintos niveles de techumbre del edificio presenta en sí mismo valor artístico singular, aunque esté dotado de escasos detalles intencionalmente decorativos. Destaca la disposición geométrica de los tirantes así como la morfología de los diversos nudos, características piezas dotadas de roblones y con una forma adaptada a número de elementos a anudar. Los nudos que unen elementos verticales, se presentan en forma de corazón, cuadrangular o trapezoidal. Los nudos en forma de rueda conectan los distintos tirantes horizontales. La presencia de algunas escuadras onduladas con cierta inspiración vegetal así como la característica forma de las bielas, se suman a un conjunto que presenta una estética autónoma de corte fabril que merece ser reseñada, junto con el hecho de que se han conservado la totalidad de las piezas metálicas originales, incrementando el valor del conjunto.
El 17 de marzo de 2017, se incoó el procedimiento para la inscripción del mercado en el Catálogo General del Patrimonio Histórico Andaluz, como Bien de Interés Cultural, con la tipología de Monumento. El 21 de noviembre de 2017 se produjo la inscripción.